# Copa de Moldavia
La Copa de Moldavia (en rumano: Cupa Moldovei) es la copa nacional de fútbol de Moldavia. Se disputa en rondas eliminatorias anualmente desde 1992 y la organiza la Federación Moldava de Fútbol. 
El equipo campeón accede a la primera ronda de clasificación de la Liga de Conferencia de la UEFA.

## Historia
Hasta el año 2008 la final de la Copa de Moldavia se disputó en el Estadio Republicano de la capital Chişinău, dicho recinto fue demolido ese mismo año.
El FC Sheriff Tiraspol es el club más ganador con trece títulos.

## Palmarés

### Época soviética
- 1945: Dinamo Chișinău
- 1946: Dinamo Chișinău
- 1947: Dinamo Chișinău
- 1948: Burevestnic Bender
- 1949: Lokomotiv Chişinău
- 1950: Burevestnic Bender
- 1951: Trud Chişinău
- 1952: Dinamo Chișinău
- 1953: Dinamo Chișinău
- 1954: Lokomotiv Ungheni
- 1955: Burevestnic Bender
- 1956: Burevestnic Bender
- 1957: KPKhI Chişinău
- 1958: Lokomotiv Chişinău
- 1959: KPKhI Chişinău
- 1960: KPKhI Chişinău
- 1961: Moldavkabel Bender
- 1962: Moldavkabel Bender
- 1963: Volna Chişinău
- 1964: Temp Tiraspol
- 1965: Traktor Chişinău
- 1966: Vibropribor Chişinău
- 1967: Traktor Chişinău
- 1968: Temp Tiraspol
- 1969: Temp Tiraspol
- 1970: Pishchevik Bender
- 1971: Pishchevik Bender
- 1972: Pishchevik Bender
- 1973: Politekhnik Chişinău
- 1974: Dinamo Chișinău
- 1975: Dinamo Chișinău
- 1976: Stroitel Tiraspol
- 1977: Grenicherul Glodeni
- 1978: KPKhI Chişinău
- 1979: Kolos Pelinia
- 1980: Dnestr Ciobruciu
- 1981-1983: No se disputó
- 1984: Luch Soroca
- 1985: Tekstilshik Tiraspol
- 1986: Stroitel Făleşti
- 1987: Stroitel Făleşti
- 1988: FC Tighina
- 1989: FC Tighina-2
- 1990: Moldavgidromash Chişinău

### Tras la independencia
| Temporada | Campeón                | Resultado        | Finalista              | Sede de la final              |
| --------- | ---------------------- | ---------------- | ---------------------- | ----------------------------- |
| 1992      | Bugeac Comrat          | 5 - 0            | Tiligul-Tiras Tiraspol | Estadio Republicano, Chişinău |
| 1992-93   | Tiligul-Tiras Tiraspol | 1 - 0            | Dinamo Chişinău        | Estadio Republicano, Chişinău |
| 1993-94   | Tiligul-Tiras Tiraspol | 1 - 0 (pró.)     | Nistru Otaci           | Estadio Republicano, Chişinău |
| 1994-95   | Tiligul-Tiras Tiraspol | 1 - 0            | Zimbru Chişinău        | Estadio Republicano, Chişinău |
| 1995-96   | Constructorul Chişinău | 2 - 1            | Tiligul-Tiras Tiraspol | Estadio Republicano, Chişinău |
| 1996-97   | Zimbru Chişinău        | 0 - 0 (7–6 pen.) | Nistru Otaci           | Estadio Republicano, Chişinău |
| 1997-98   | Zimbru Chişinău        | 1 - 0            | Constructorul Chişinău | Estadio Republicano, Chişinău |
| 1998-99   | Sheriff Tiraspol       | 2 - 1 (pró.)     | Constructorul Chişinău | Estadio Republicano, Chişinău |
| 1999-00   | Constructorul Chişinău | 1 - 0            | Zimbru Chişinău        | Estadio Republicano, Chişinău |
| 2000-01   | Sheriff Tiraspol       | 0 - 0 (5–4 pen.) | Nistru Otaci           | Estadio Republicano, Chişinău |
| 2001-02   | Sheriff Tiraspol       | 3 - 2 (pró.)     | Nistru Otaci           | Estadio Republicano, Chişinău |
| 2002-03   | Zimbru Chişinău        | 0 - 0 (4–2 pen.) | Nistru Otaci           | Estadio Republicano, Chişinău |
| 2003-04   | Zimbru Chişinău        | 2 - 1            | Sheriff Tiraspol       | Estadio Republicano, Chişinău |
| 2004-05   | Nistru Otaci           | 1 - 0            | Dacia Chişinău         | Estadio Republicano, Chişinău |
| 2005-06   | Sheriff Tiraspol       | 2 - 0            | Nistru Otaci           | Estadio Republicano, Chişinău |
| 2006-07   | Zimbru Chişinău        | 1 - 0            | Nistru Otaci           | Estadio Republicano, Chişinău |
| 2007-08   | Sheriff Tiraspol       | 1 - 0            | Nistru Otaci           | Estadio Republicano, Chişinău |
| 2008-09   | Sheriff Tiraspol       | 2 - 0            | Dacia Chişinău         | Estadio Zimbru, Chişinău      |
| 2009-10   | Sheriff Tiraspol       | 2 - 0            | Dacia Chişinău         | Estadio Zimbru, Chişinău      |
| 2010-11   | Iskra-Stal Rîbnița     | 2 - 1            | Olimpia Bălți          | Estadio Zimbru, Chişinău      |
| 2011-12   | Milsami Orhei          | 0 - 0 (5–3 pen.) | CSCA–Rapid Chişinău    | CSR Orhei, Orhei              |
| 2012-13   | FC Tiraspol            | 2 - 2 (4–2 pen.) | Veris Drăgăneşti       | Estadio Zimbru, Chişinău      |
| 2013-14   | Zimbru Chişinău        | 3 - 1            | Sheriff Tiraspol       | Estadio Zimbru, Chişinău      |
| 2014-15   | Sheriff Tiraspol       | 3 - 2 (pró.)     | Dacia Chişinău         | Estadio Zimbru, Chişinău      |
| 2015-16   | Zaria Bălți            | 1 - 0 (pró.)     | Milsami Orhei          | Estadio Zimbru, Chişinău      |
| 2016-17   | Sheriff Tiraspol       | 5 - 0            | Zaria Bălți            | Estadio Zimbru, Chişinău      |
| 2017-18   | Milsami Orhei          | 2 - 0 (pró.)     | Zimbru Chişinău        | Estadio Zimbru, Chişinău      |
| 2018-19   | Sheriff Tiraspol       | 1 - 0 (pró.)     | Sfîntul Gheorghe       | Estadio Zimbru, Chişinău      |
| 2019-20   | Petrocub Hîncești      | 0 - 0 (5–3 pen.) | Sfîntul Gheorghe       | Estadio Zimbru, Chişinău      |
| 2020-21   | Sfîntul Gheorghe       | 0 - 0 (3–2 pen.) | Sheriff Tiraspol       | Estadio Zimbru, Chişinău      |
| 2021-22   | Sheriff Tiraspol       | 1 - 0            | Sfîntul Gheorghe       | Estadio Nisporeni, Nisporeni  |
| 2022-23   | Sheriff Tiraspol       | 0 - 0 (7–6 pen.) | FC Bălți               | Stadionul Municipal, Hîncești |
| 2023-24   | Petrocub Hîncești      | 3 - 1            | Zimbru Chişinău        | Estadio Zimbru, Chişinău      |
| 2024-25   | Sheriff Tiraspol       | 2 - 1            | Milsami Orhei          | Estadio Sheriff, Tiraspol     |

## Títulos por club
| Club                                     | Campeón | Subcampeón | Años campeón                                                                 |
| ---------------------------------------- | ------- | ---------- | ---------------------------------------------------------------------------- |
| FC Sheriff Tiraspol                      | 13      | 3          | 1999, 2001, 2002, 2006, 2008, 2009, 2010, 2015, 2017, 2019, 2022, 2023, 2025 |
| FC Zimbru Chișinău                       | 6       | 4          | 1997, 1998, 2003, 2004, 2007, 2014                                           |
| CS Tiligul-Tiras Tiraspol †              | 3       | 2          | 1993, 1994, 1995                                                             |
| FC Tiraspol (Constructorul Chişinău) †   | 3       | 2          | 1996, 2000, 2013                                                             |
| FC Milsami Orhei                         | 2       | 2          | 2012, 2018                                                                   |
| FC Petrocub Hîncești                     | 2       | -          | 2020, 2024                                                                   |
| FC Nistru Otaci                          | 1       | 8          | 2005                                                                         |
| FC Sfîntul Gheorghe                      | 1       | 3          | 2021                                                                         |
| FC Bălți (Olimpia Bălți, FC Zaria Bălți) | 1       | 3          | 2016                                                                         |
| Bugeac Comrat (Hoy CF Găgăuzia)          | 1       | –          | 1992                                                                         |
| FC Iskra-Stal Rîbnița                    | 1       | –          | 2011                                                                         |
| FC Dacia Chişinău †                      | –       | 4          | ---                                                                          |
| Dinamo Chişinău †                        | –       | 1          | ---                                                                          |
| CSCA–Rapid Chişinău                      | –       | 1          | ---                                                                          |
| FC Veris Drăgănești †                    | –       | 1          | ---                                                                          |

- † Equipo desaparecido.

## Goleadores
| Año     | Jugador                                                                          | Club                                                                                           | Goles |
| ------- | -------------------------------------------------------------------------------- | ---------------------------------------------------------------------------------------------- | ----- |
| 2009-10 | Jymmy França                                                                     | FC Sheriff Tiraspol                                                                            | 4     |
| 2010-11 | Volodymyr Kilikevych Ghenadie Orbu                                               | FC Iskra-Stal FC Dacia Chișinău                                                                | 3     |
| 2011-12 | Ghenadie Orbu Maxim Mihaliov Roland Bilala Miral Samardžić Henrique Luvannor     | FC Dacia Chișinău FC Sheriff Tiraspol                                                          | 3     |
| 2012-13 | Marko Markovski                                                                  | FC Sheriff Tiraspol                                                                            | 3     |
| 2013-14 | Juninho Potiguar                                                                 | FC Sheriff Tiraspol                                                                            | 5     |
| 2014-15 | Petru Leucă                                                                      | Dacia Chișinău                                                                                 | 4     |
| 2015-16 | Gheorghe Boghiu Juninho Potiguar                                                 | FC Zaria Bălți FC Sheriff Tiraspol                                                             | 4     |
| 2016-17 | Vladislav Ivanov Vitalie Damașcan Igor Picușceac Gheorghe Anton Josip Ivančić    | FC Sheriff Tiraspol y FC Zimbru Chișinău FC Zaria Bălți FC Zimbru Chișinău FC Sheriff Tiraspol | 4     |
| 2017-18 | Ion Ursu Roman Șumchin Mihai Plătică                                             | Petrocub-Hîncești Milsami Orhei                                                                | 4     |
| 2018-19 | Sergiu Istrati Andrei Cobeț                                                      | Sfântul Gheorghe FC Sheriff Tiraspol                                                           | 4     |
| 2019-20 | Yury Kendysh                                                                     | FC Sheriff Tiraspol                                                                            | 6     |
| 2020-21 | Artiom Puntus Frank Castañeda                                                    | Milsami Orhei FC Sheriff Tiraspol                                                              | 4     |
| 2021-22 | Dumitru Bodiu Ion Mahu Ivan Lacusta Roman Rostokin Andrei Diordiev Cedric Badolo | ARF Ocnița FC Congaz FC Speranța Drochia FC Olimp Comrat FC Saxan FC Sheriff Tiraspol          | 4     |
| 2022-23 | Nicolai Copușciu                                                                 | FC Socol Copceac                                                                               | 4     |
| 2023-24 | Mihai Platica Emmanuel Alaribe                                                   | Petrocub-Hîncești FC Zimbru Chișinău                                                           | 5     |